# 아프리카 U-17 네이션스컵
아프리카 U-17 네이션스컵(영어: Africa U-17 Cup of Nations)은 아프리카 축구 연맹 가맹국들의 17세 이하 축구 국가대표팀 사이에 진행되는 국가대항전으로 2년마다 개최된다. 대회의 공식 스폰서인 토탈의 이름이 붙은 토탈에네르지 U-17 아프리카 네이션스컵(영어: TotalEnergies U-17 Africa Cup of Nations)이라는 이름으로도 불리며 FIFA U-17 월드컵의 아프리카 지역 예선을 겸하고 있다.

## 대회 역사
1985년 국제 축구 연맹이 17세 이하 청소년 축구 선수들을 위한 월드컵을 조직했고 아프리카 축구 연맹은 17세 이하 월드컵에 참가할 국가대표팀을 선발하기 위해 홈경기와 원정경기를 치르며 대회 자격을 갖춘 국가대표팀을 선별하는 대회를 조직했다. 1995년 아프리카 축구 연맹은 대회 진행 방식을 개최국을 선별하고 개최국에서 토너먼트 대회를 통해 최종 우승국을 선별하는 방식으로 개편했으며 대회 명칭 또한 아프리카 U-17 선수권 대회(영어: African U-17 Championship)로 변경했다. 2015년 8월 6일 아프리카 축구 연맹 집행 위원회는 아프리카 네이션스컵의 명칭에 맞춰 대회의 공식 명칭을 아프리카 U-17 네이션스컵(영어: Africa U-17 Cup of Nations)으로 변경했다. 대회의 공식 로고에는 U-17 아프리카 네이션스컵(영어: U-17 Africa Cup of Nations)이라는 명칭을 사용하고 있다.
2016년 7월 21일, 프랑스의 석유회사 토탈은 8년 동안 아프리카 축구 연맹과 아프리카 축구 연맹 산하 모든 대회들의 주요 스폰서가 되는 계약을 체결했다. U-17 네이션스컵은 2021년 대회부터 대회에 참가하는 국가대표팀의 개수를 12팀으로 증가할 계획이었으나 아프리카의 코로나19 범유행으로 인해 2021년 대회 적용은 취소되었고 2023년 대회부터 적용되는 것으로 연기되었다.

## 역대 대회 및 우승국

### 아프리카 U-16 월드컵 예선 (African U-16 Qualifying for World Cup)
| 연도          | 개최국       |              | 본선 진출 팀 | 본선 진출 팀 | 본선 진출 팀 |
| 연도          | 개최국       | 우승 팀      | 우승 팀      | 우승 팀      |              |
| ------------- | ------------ | ------------ | ------------ | ------------ | ------------ |
| 1985년 자세히 | 홈 앤 어웨이 | 콩고         | 기니         | 나이지리아   |              |
| 1987년 자세히 | 홈 앤 어웨이 | 코트디부아르 | 이집트       | 나이지리아   |              |
| 1989년 자세히 | 홈 앤 어웨이 | 나이지리아   | 가나         | 기니         |              |

### 아프리카 U-17 월드컵 예선 (African U-17 Qualifying for World Cup)
| 연도          | 개최국       |         | 본선 진출 팀 | 본선 진출 팀 | 본선 진출 팀 |
| 연도          | 개최국       | 우승 팀 | 우승 팀      | 우승 팀      |              |
| ------------- | ------------ | ------- | ------------ | ------------ | ------------ |
| 1991년 자세히 | 홈 앤 어웨이 | 가나    | 콩고 공화국  | 수단         |              |
| 1993년 자세히 | 홈 앤 어웨이 | 가나    | 나이지리아   | 튀니지       |              |

### 아프리카 U-17 선수권 대회 (African U-17 Championship)
| 1995년 자세히 | 말리       | 가나         | 3 – 1 (연장전)           | 나이지리아        | 기니         | 2 – 1 (연장전)             | 말리              |
| 1997년 자세히 | 보츠와나   | 이집트       | 1 – 0                    | 말리              | 가나         | 1 – 0                      | 에티오피아        |
| 1999년 자세히 | 기니       | 가나         | 3 – 1                    | 부르키나파소      | 말리         | 1 – 0                      | 카메룬            |
| 2001년 자세히 | 세이셸     | 나이지리아   | 3 – 0                    | 부르키나파소      | 말리         | 부전승                     | 없음              |
| 2003년 자세히 | 스와질란드 | 카메룬       | 1 – 0 (연장전)           | 시에라리온        | 나이지리아   | 3 – 1                      | 이집트            |
| 2005년 자세히 | 감비아     | 감비아       | 1 – 0                    | 가나              | 코트디부아르 | 1 – 0                      | 남아프리카 공화국 |
| 2007년 자세히 | 토고       | 나이지리아   | 1 – 0 (연장전)           | 토고              | 가나         | 1 – 0                      | 튀니지            |
| 2009년 자세히 | 알제리     | 감비아       | 3 – 1                    | 알제리            | 부르키나파소 | 2 – 0                      | 말라위            |
| 2011년 자세히 | 르완다     | 부르키나파소 | 2 – 1                    | 르완다            | 콩고 공화국  | 2 – 1                      | 코트디부아르      |
| 2013년 자세히 | 모로코     | 코트디부아르 | 1 – 1 (5 – 4) (승부차기) | 나이지리아        | 튀니지       | 1 – 1 (11 – 10) (승부차기) | 모로코            |
| 2015년 자세히 | 니제르     | 말리         | 2 – 0                    | 남아프리카 공화국 | 기니         | 3 – 1                      | 나이지리아        |

### 아프리카 U-17 네이션스컵 (Africa U-17 Cup of Nations)
| 2017년 자세히 | 가봉     | 말리                                       | 1 – 0                                      | 가나                                       | 기니                                       | 3 – 1                                      | 니제르                                     |
| 2019년 자세히 | 탄자니아 | 카메룬                                     | 0 – 0 (5 – 3) (승부차기)                   | 기니                                       | 앙골라                                     | 2 – 1                                      | 나이지리아                                 |
| 2021년 자세히 | 모로코   | 아프리카의 코로나19 범유행으로 인해 취소됨 | 아프리카의 코로나19 범유행으로 인해 취소됨 | 아프리카의 코로나19 범유행으로 인해 취소됨 | 아프리카의 코로나19 범유행으로 인해 취소됨 | 아프리카의 코로나19 범유행으로 인해 취소됨 | 아프리카의 코로나19 범유행으로 인해 취소됨 |
| 2023년 자세히 | 알제리   | 세네갈                                     | 2 – 1                                      | 모로코                                     | 부르키나파소                               | 2 – 1                                      | 말리                                       |
| 2025년 자세히 | 모로코   | 모로코                                     | 0 – 0 (4 – 2) (승부차기)                   | 말리                                       | 코트디부아르                               | 1 – 1 (4 – 1) (승부차기)                   | 부르키나파소                               |

## 같이 보기
- 아프리카 네이션스컵
- 아프리카 U-23 네이션스컵
- 아프리카 U-20 네이션스컵
- FIFA U-17 월드컵